# Şevket Dağ

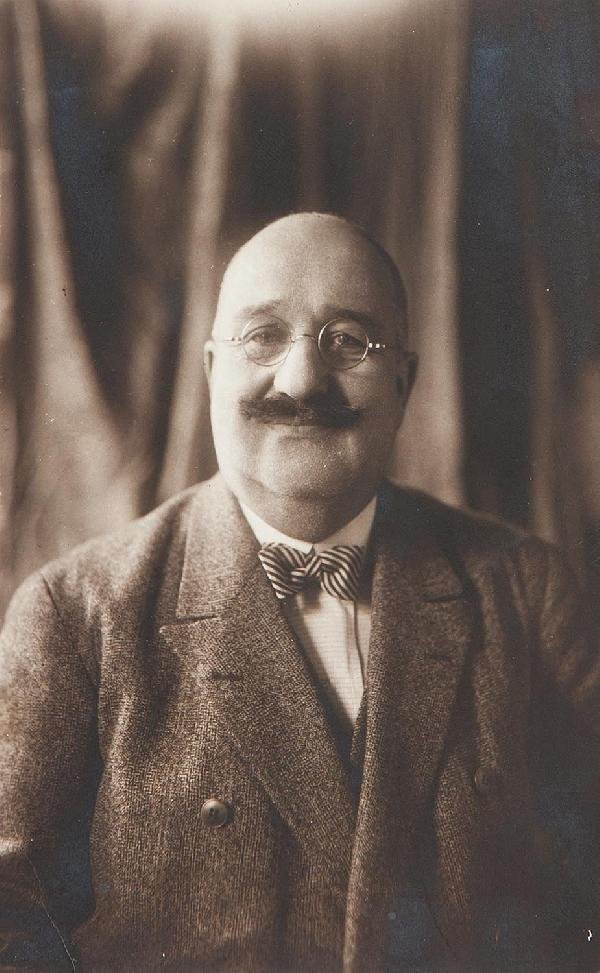
Şevket Dağ

Şevket Dağ (* 1876 in Istanbul; † 23. Mai 1944 ebenda) war ein türkischer Maler, Kunstpädagoge und Politiker. Bekannt ist er vor allem für seine Innenansichten historischer Gebäude.

## Leben
Dağ wurde 1876 als Sohn des Marinekapitäns Çerkez İsmail im Istanbuler Stadtviertel Küçük Mustafa Paşa geboren. Nach dem Schulabschluss schrieb er sich an der osmanischen Akademie der schönen Künste Sanayi-i Nefise Mektebi (heute Mimar Sinan Üniversitesi) ein, wo er bei Osman Hamdi Bey und Alexandre Vallaury studierte. Sein Studium schloss er 1897 erfolgreich ab. Zunächst arbeitete er als Schreiber für das osmanische Stiftungsministerium (Evkaf).
Im Jahr 1902 fand er eine Anstellung als Lehrer an den Rüştiye-Schulen. Die Schulen waren während des Tanzimats nach westlichem Vorbild gegründet worden. Später lehrte er am Galatasaray-Gymnasium. Außerdem lehrte er an der Istanbuler Normalschule Dar-ül Muallimin.
Dağ gewann bei der Münchner Ausstellung 1909 eine Goldmedaille.
1909 war Dağ Mitbegründer der Osmanlı Ressamlar Cemiyeti (dt. Gesellschaft osmanischer Maler). Im Jahr 1919 gründete er kurz nach Gründung der Republik mit İbrahim Çallı und Hikmet Onat die Türk Ressamlar Cemiyeti (dt. Gesellschaft türkischer Maler). Von 1916 bis 1939 zeigte er seine Arbeiten bei der jährlichen Galatasaray-Ausstellung.
1933 wurden drei seiner Bilder im Salon des artistes français in Paris ausgestellt.
Ab den 1920er Jahren wandte sich Şevket Dağ dem Impressionismus zu und folgte dabei den Ideen der Künstlergruppe 14 Kuşağı (Generation 14), zu der Feyhaman Duran und Sami Yetik gehörten, wie auch die alten Freunde Çallı und Onat.
Şevket Dağ engagierte sich auch politisch. Er war mehrfach Mitglied des türkischen Parlaments für Konya und Siirt.

## Werk
Dağ entwickelte weitgehend unabhängig von anderen Kunstströmungen einen eigenen Stil mit schlichter Technik und Farbgebung. Blau und Grün sind die dominierenden Farben. Seine lichtdurchfluteten Kompositionen wirkten maßgebend auf die Entwicklung eines türkischen Impressionismus. Dağ malte vor allem Architektur und Moschee-Interieurs, aber auch Landschaften und figürliche Sujets.

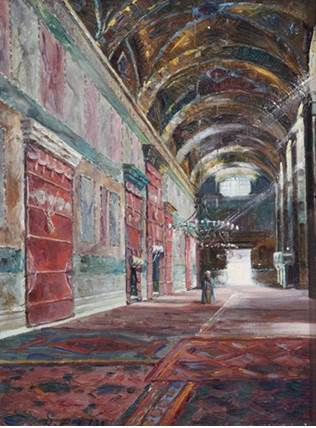
Innenansicht des Narthex der Hagia Sophia
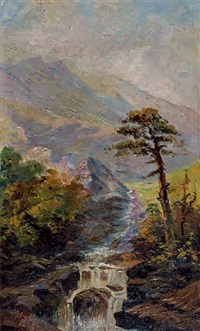
Landschaft (1918)
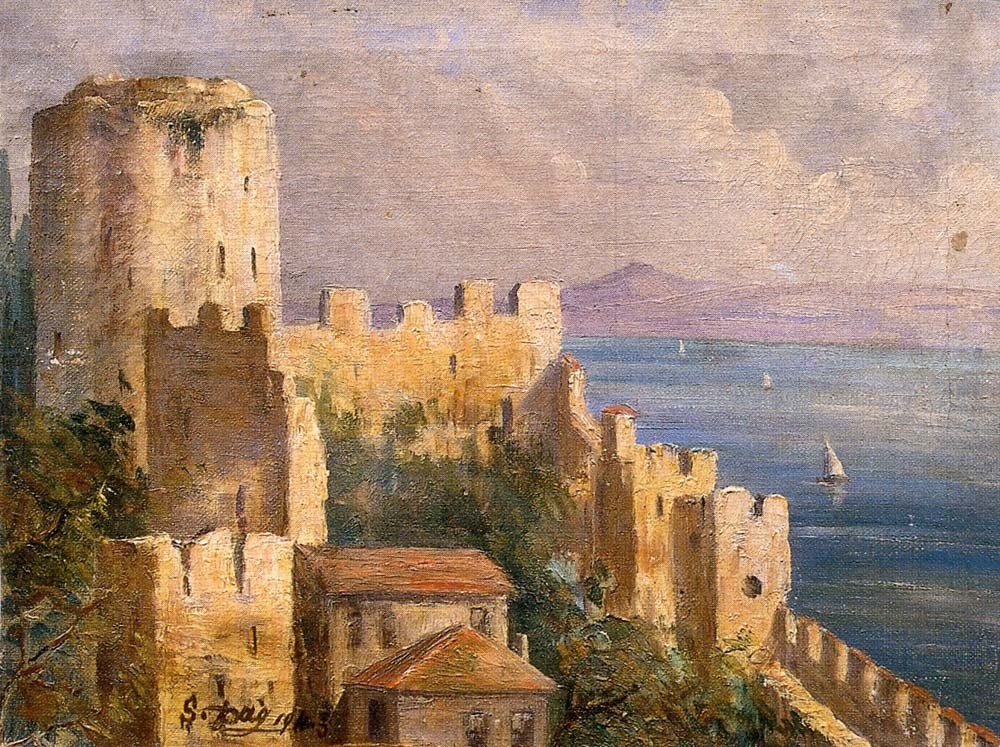
Festung Rumeli Hisarı